# Nhân quyền tại Qatar
Tình trạng nhân quyền tại Qatar là mối quan tâm lớn của một số tổ chức phi chính phủ như Tổ chức Theo dõi Nhân quyền khi tổ chức này báo cáo vào năm 2012 rằng hàng trăm nghìn công nhân nhập cư chủ yếu là đến từ khu vực Nam Á làm công việc xây dựng ở Qatar có nguy cơ bị bóc lột và lạm dụng nghiêm trọng, đôi khi bị cưỡng bức lao động. Vấn đề này đã được biết đến rộng rãi hơn sau khi Qatar được chọn tổ chức Giải vô địch bóng đá thế giới 2022 và kể từ đó, một số cải cách đã được thể hiện.
Những người giúp việc, thường là những phụ nữ nghèo đến từ các nước Đông Nam Á, có rất ít quyền và có thể trở thành nạn nhân của nạn buôn người, đôi khi bị ép làm gái mại dâm. Ngoài ra, còn có những hạn chế đối với các quyền cá nhân như quyền tự do ngôn luận và tồn tại luật kê gian để trừng phạt những kẻ phạm tội, cả nam và nữ. Hệ thống pháp luật của Qatar là sự pha trộn giữa luật dân sự và luật Hồi giáo. Đánh roi được thi hành như một hình phạt cùng hình phạt tử hình, mặc dù hiếm gặp trong thời gian gần đây, nhưng đã được thi hành lần đầu tiên sau 17 năm vào năm 2020.
Ủy ban Nhân quyền Quốc gia đã được thành lập vào năm 2002 để điều tra các vụ lạm dụng.

## Hệ thống pháp luật
Sharia là luật chính của Qatar theo hiến pháp của nước này. Sharia được áp dụng cho các luật liên quan đến luật gia đình, thừa kế và một số hành vi phạm tội (bao gồm ngoại tình, cướp của và giết người). Trong một số trường hợp tại các tòa án theo luật Sharia, lời khai của phụ nữ có giá trị bằng một nửa của nam giới và trong một số trường hợp, lời khai của nam và nữ hoàn toàn không được chấp nhận nếu nhân chứng không được coi là đáng tin cậy. Luật gia đình được pháp được đưa ra vào năm 2006. Trên thực tế, hệ thống pháp luật của Qatar là sự pha trộn giữa luật dân sự và luật Hồi giáo.
Phái đoàn Qatar tại Cao ủy Liên Hợp Quốc về người tị nạn tuyên bố rằng các bản án đánh bằng roi không được thực hiện ở Qatar, mặc dù Tổ chức Ân xá Quốc tế báo cáo rằng "những công dân nước ngoài" giấu tên bị kết án đánh roi như một hình phạt vì uống rượu hoặc quan hệ tình dục bất hợp pháp. Bộ Ngoại giao Hoa Kỳ báo cáo rằng năm 2019 có 375 trường hợp bị phạt bằng roi.  Vào tháng 4 năm 2013, một người nước ngoài theo đạo Hồi đã bị kết án 40 roi vì uống rượu. Vào tháng 6 năm 2014, một người nước ngoài theo đạo Hồi đã bị kết án 40 roi vì lái xe sau khi uống rượu. Nhục hình tư pháp là phổ biến ở Qatar do cách giải thích của Hanbali về Sharia.
Ném đá không còn là một hình phạt hợp pháp ở Qatar và chưa bao giờ được sử dụng. Bội giáo là một tội ác có thể bị trừng phạt bằng án tử hình ở Qatar. Tội báng bổ tôn giáo có thể bị phạt tới 7 năm tù và truyền đạo cho bất kỳ tôn giáo nào khác ngoài đạo Hồi có thể bị phạt tới 10 năm tù. Đồng tính luyến ái là một tội ác có thể bị trừng phạt theo luật sharia bằng án tử hình đối với người Hồi giáo, mặc dù ở Qatar, hình phạt dành cho người đồng tính nam lên tới 5 năm tù.
Mua bán rượu bia được hợp pháp một phần tại Qatar; một số khách sạn sang trọng 5 sao được phép bán rượu cho khách không theo đạo Hồi. Người Hồi giáo không được phép uống rượu ở Qatar và những người Hồi giáo bị bắt quả tang uống rượu có thể bị đánh bằng roi hoặc bị trục xuất. Những người nước ngoài không theo đạo Hồi có thể xin giấy phép mua rượu để tiêu dùng cá nhân. Công ty Phân phối Qatar (công ty con của Qatar Airways) được phép nhập khẩu rượu và thịt lợn; được điều hành một cửa hàng rượu duy nhất trong cả nước, tại đây cũng chỉ bán thịt lợn cho những người có giấy phép rượu. Các quan chức Qatar cho biết sẵn sàng cho phép uống rượu trong "khu vực dành cho người hâm mộ" tại FIFA World Cup 2022.
Vào năm 2014, Qatar đã phát động một chiến dịch khiêm tốn để nhắc nhở khách du lịch về quy tắc ăn mặc khiêm tốn. Du khách nữ được khuyên không nên mặc quần legging, váy ngắn và quần áo ngắn hoặc bó sát ở nơi công cộng. Nam giới được khuyên không nên chỉ mặc quần đùi và áo ba lỗ.
Kể từ năm 2014, một số điều khoản của Bộ luật Hình sự Qatar cho phép các hình phạt như đánh roi và ném đá được coi là hình phạt hình sự. Ủy ban chống tra tấn của Liên Hợp Quốc nhận thấy rằng những hành vi này cấu thành vi phạm các nghĩa vụ do Công ước chống Tra tấn của Liên Hợp Quốc ban hành. Qatar giữ nguyên án tử hình, chủ yếu đối với tội đe dọa an ninh quốc gia.

## Người lao động

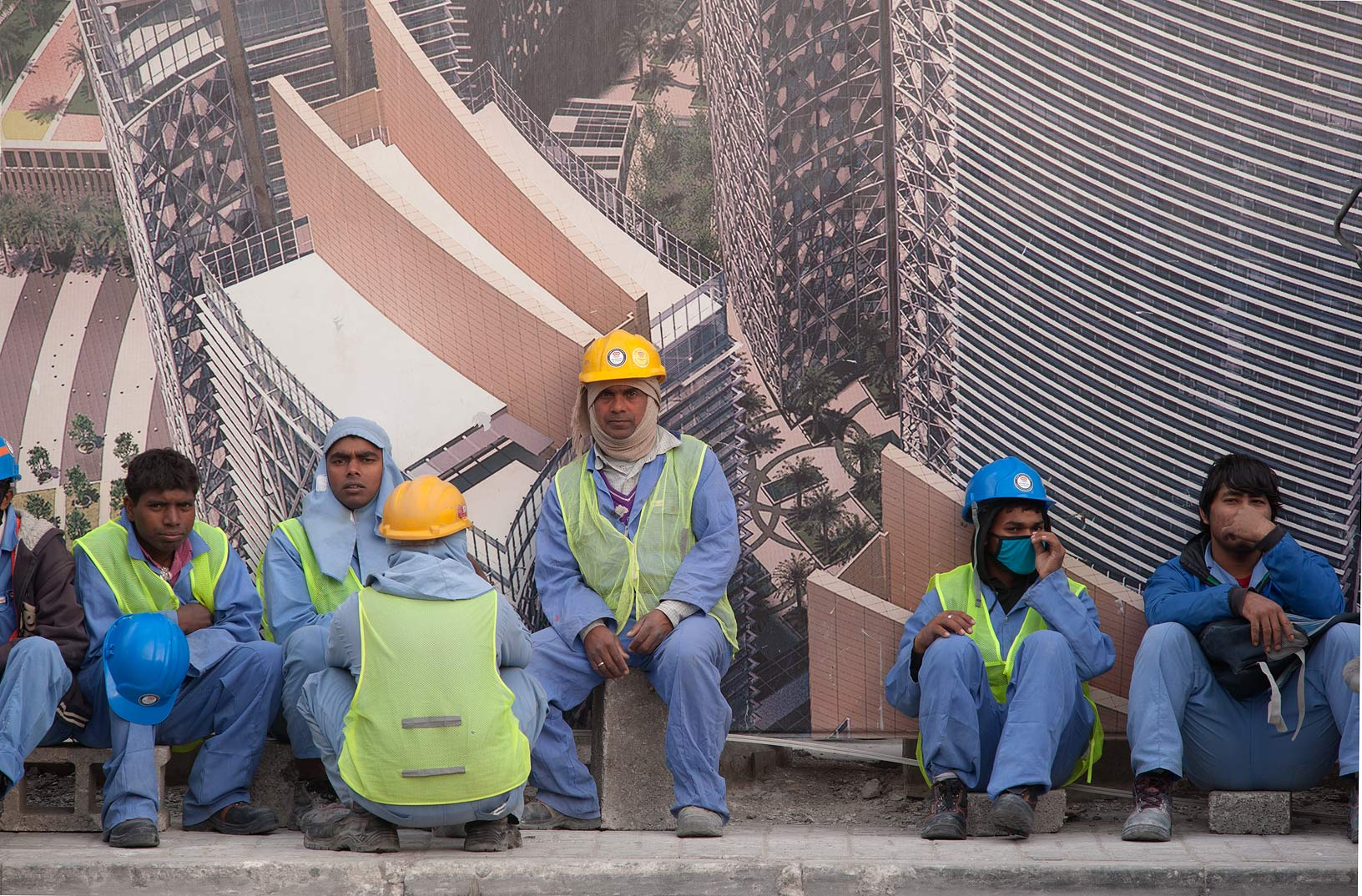
Công nhân xây dựng nhập cư từ Nam Á ở khu vực Vịnh Tây của Doha.

Theo Bộ Ngoại giao Hoa Kỳ, người lao động nước ngoài từ các quốc gia trên khắp châu Á và một phần châu Phi thường xuyên bị cưỡng bức lao động và trong một số trường hợp, mại dâm. Hầu hết những người này tự nguyện di cư đến Qatar với tư cách là lao động tay nghề thấp hoặc người giúp việc trong gia đình, nhưng sau đó phải chịu các điều kiện hệ như nô lệ không tự nguyện. Một số hành vi vi phạm quyền lao động phổ biến hơn bao gồm đánh đập, giữ lại tiền lương, tính phí người lao động để hưởng các quyền lợi mà trên danh nghĩa thuộc trách nhiệm của amir, hạn chế nghiêm trọng quyền tự do đi lại (chẳng hạn như tịch thu hộ chiếu, giấy tờ đi lại hoặc giấy phép xuất cảnh), giam giữ tùy tiện, đe dọa hành động pháp lý và tấn công tình dục. Nhiều lao động nhập cư đến làm việc ở Qatar đã phải trả những khoản phí cắt cổ cho những người tuyển dụng ở nước họ - một thực tế khiến người lao động rất dễ bị cưỡng bức lao động khi đến Qatar.
Một báo cáo năm 2012 của Tổ chức Theo dõi Nhân quyền kết luận rằng hàng trăm nghìn công nhân nhập cư chủ yếu là Nam Á làm việc trong ngành xây dựng ở Qatar có nguy cơ bị bóc lột và lạm dụng nghiêm trọng, đôi khi dẫn đến lao động cưỡng bức.

## Quyền phụ nữ
Phụ nữ ở Qatar có quyền bỏ phiếu và có thể ứng cử vào các cơ quan công quyền. Qatar trao quyền cho phụ nữ cùng lúc với nam giới liên quan đến cuộc bầu cử tháng 5 năm 1999 cho Hội đồng thành phố trung ương. Đây là quốc gia Ả Rập đầu tiên ở Vịnh Ba Tư cho phép phụ nữ có quyền bầu cử. Các cuộc bầu cử này — lần đầu tiên tại Qatar — được tổ chức có chủ ý vào ngày 8 tháng 3 năm 1999, Ngày Quốc tế Phụ nữ.
Qatar cử các vận động viên nữ tham dự Thế vận hội Mùa hè 2012 bắt đầu vào ngày 27 tháng 7 tại Luân Đôn.
Nữ công chứd đầu tiên ở Qatar là Sheikha Maha Mansour Salman Jasim Al Thani. Cô tốt nghiệp trường luật tại Đại học Qatar và tuyên thệ nhậm chức năm 2010.
Tỷ lệ phụ nữ tham gia lực lượng lao động ở Qatar là khoảng 51%, cao hơn mức trung bình của thế giới và là tỷ lệ cao nhất trong thế giới Ả Rập.

### Khoảng cách tiền lương theo giới tính
Cả phụ nữ Qatar và không phải Qatar đều bị ảnh hưởng bởi khoảng cách tiền lương ngày càng lớn. Họ được trả lương thấp hơn từ 25% đến 50% so với nam giới, mặc dù thực tế là số giờ làm việc là tương đương nhau. Sự khác biệt một phần là do các khoản trợ cấp xã hội của chính phủ dành cho nam giới, chẳng hạn như phân bổ nhà ở và đi lại, mà nhân viên nữ ít có khả năng nhận được.
Một báo cáo vào tháng 4 năm 2022 của Liên đoàn các nhà khoa học Mỹ, đã quan sát thấy rằng phụ nữ ở Qatar lái xe và sở hữu tài sản, sau những cải cách được thực hiện vào năm 2018, cho phép phụ nữ làm việc trong chính phủ và khu vực tư nhân.
Trong cuộc bầu cử Hội đồng Shura ngày 2 tháng 10 năm 2021, không có ứng cử viên nữ nào được bầu nhưng Amir đã bao gồm hai phụ nữ trong số 15 lần được bổ nhiệm vào Hội đồng lần đầu tiên trong lịch sử của Hội đồng Shura.

### Tình dục ngoài hôn nhân và phá thai
Phụ nữ Qatar bị kết án vì "quan hệ bất chính" (quan hệ tình dục ngoài hôn nhân) có thể bị phạt tù tới 7 năm, mặc dù thông thường tòa án quyết định 1 năm. Những người giúp việc gia đình nghèo từ các nước Đông Nam Á thường bị kết án, ngay cả khi họ đã bị hãm hiếp nếu thẩm phán cho rằng họ nói dối.

## Quyền cá nhân

### Trang điểm và quyền công dân của Qatar
Trong số dân số khoảng 2.700.000 thì có khoảng 2 triệu là nam giới và phần còn lại là nữ giới. Hơn 90% dân số Qatar không thực sự là người Qatar. Công nhân của quốc gia này chủ yếu đến từ Ấn Độ, Nepal, Bangladesh, Philippines, Pakistan, Sri Lanka, Ai Cập,... Trong số người di cư này này, hơn một nửa trong số họ có các triệu chứng giống như trầm cảm nặng. Với tất cả các nền tảng văn hóa khác nhau đến với nhau, những người lao động nhập cư sẽ dễ cảm thấy lạc lõng và gặp khó khăn trong việc tìm kiếm vị trí trong xã hội.
Luật mới được thông qua vào năm 2021 quy định rằng chỉ những người có quốc tịch Qatar từ khi sinh ra và là công dân nhập tịch có ông bà là người Qatar mới có quyền bầu cử. Chỉ những người có quốc tịch gốc là người Qatar mới có thể tranh cử. Những người lao động nhập cư chiếm đa số ở Qatar không được coi là công dân của quốc gia này dù cho làm việc chăm chỉ.

### Án tử hình
Qatar áp dụng hình phạt tử hình, chủ yếu đối với tội gián điệp, hoặc các mối đe dọa khác đối với an ninh quốc gia. Bội giáo, quan hệ tình dục đồng giới và lạc giáo được coi là trọng tội, nhưng không có hồ sơ nào áp dụng hình phạt tử hình cho tội danh này.
Các tội khác như giết người, cướp của bạo lực dẫn đến chết người, đốt phá, tra tấn, bắt cóc, khủng bố, hãm hiếp, buôn bán ma túy, tống tiền bằng cách đe dọa buộc tội danh dự, khai man gây ra hành quyết sai trái và phản quốc có thể bị kết án tử hình. Tuy nhiên, các vụ hành quyết gần đây nhất diễn ra ở Qatar đều là vì tội giết người (vào tháng 3 năm 2003 và tháng 5 năm 2020).
Hình phạt tử hình ở Qatar được thực hiện thông qua xử bắn. Hành quyết ở quốc gia này rất hiếm. Vụ hành quyết cuối cùng xảy ra vào tháng 5 năm 2020, sau 17 năm gián đoạn. Người bị hành quyết là một kẻ sát nhân đến từ Nepal.

## Quyền LGBT
Kê gian giữa những người trưởng thành cho dù đồng ý (bất kể giới tính) ở Qatar là bất hợp pháp và có thể bị kết án lên đến 5 năm tù. Luật không quy định về quan hệ tình dục đồng giới giữa những người phụ nữ trưởng thành đồng ý. Xu hướng tính dục và bản dạng giới không được đề cập trong bất kỳ luật dân sự nào và cũng không có sự công nhận nào về hôn nhân đồng giới, kết hợp dân sự hoặc quan hệ đối tác trong nước.
Theo Luật Sharia, đồng tính luyến ái ở Qatar có thể bị trừng phạt bằng án tử hình đối với người Hồi giáo. Báo cáo của Tổ chức Ân xá Quốc tế năm 2008 cho biết không có vụ hành quyết nào đối với các tội phạm tình dục trong những năm gần đây ở Qatar. Theo báo cáo năm 2016 của ILGA, hình phạt tử hình đối với hành vi tình dục đồng giới chưa được thực hiện ở Qatar.
Tin tức về quyền của người đồng tính nam và chuyển giới của The New York Times xuất bản từ tháng 4 đến tháng 7 năm 2018 đã bị kiểm duyệt ở Qatar. Ấn bản Doha của The New York Times International Edition có những khoảng trống lớn trên tờ báo với ghi chú rằng các bài báo vi phạm đã được "xóa đặc biệt". Tám trong số chín bài báo bị kiểm duyệt là về các vấn đề ảnh hưởng đến cộng đồng LGBT.